# Bahnhof Jüterbog
Der Bahnhof Jüterbog in der gleichnamigen Stadt ging 1841 in Betrieb, womit er einer der ältesten Bahnhöfe im heutigen Land Brandenburg ist. Seit 1848 zweigt dort die Bahnstrecke Jüterbog–Röderau von der Stammstrecke der Anhalter Bahn ab. Mit der Eröffnung weiterer Bahnstrecken wuchs die Bedeutung des Bahnhofs. Ein Teil der Strecken wurde mittlerweile stillgelegt.
Seine einstige Bedeutung im Fern- und Güter- und Militärverkehr hat der Bahnhof eingebüßt. Heute wird er fast ausschließlich für den Regionalverkehr genutzt. Das Empfangsgebäude des Bahnhofs steht unter Denkmalschutz. Ebenfalls denkmalgeschützt sind das Bahnhofsgebäude der Militär-Eisenbahn, das bis zum Ende des Ersten Weltkriegs für den öffentlichen Verkehr in Betrieb war, weitere Bauten der Militär-Eisenbahn sowie der Wasserturm des früheren Bahnbetriebswerks nordöstlich des Bahnhofs.

## Lage und Name
Der Bahnhof liegt am Streckenkilometer 62,8 der Bahnstrecke Berlin–Halle, gezählt vom früheren Anhalter Bahnhof in Berlin. Die Strecke verläuft in diesem Bereich annähernd von Nordosten nach Südwesten. Ebenfalls aus Richtung Nordosten, etwas südlich der direkten Strecke aus Berlin, erreichte die mittlerweile stillgelegte Strecke aus Zossen, die frühere Militäreisenbahn, den Bahnhof. Aus Richtung Osten mündete die Schmalspurstrecke aus Dahme/Mark in den Bahnhof. Die Strecke in Richtung Falkenberg und Röderau zweigt in Richtung Süden von der Strecke nach Halle ab. Auf der gegenüberliegenden Seite beginnt die Bahnstrecke Jüterbog–Nauen, die sich bald in Richtung Nordwesten wendet.
Die Station liegt deutlich außerhalb des Stadtkerns, etwa zwei Kilometer westlich der Altstadt. Ursprünglich auf freiem Feld in der Nähe des Gutes Kappan entstanden, hat sich mittlerweile die städtische Bebauung bis zum Bahnhof ausgedehnt. Auf der nordwestlichen Bahnhofsseite liegt der Stadtteil Jüterbog II, der auf einem alten Kasernengelände entstand. Am südlichen Bahnhofsende unterquert die Bundesstraße 102 die Bahnanlagen.
Der Bahnhof ist in Hanglage gebaut. Nach Südosten, zur Innenstadt hin, fällt das Gelände ab, während es auf der anderen Seite zum ehemaligen Kasernengelände ansteigt.
Der Bahnhof trug schon zu seiner Eröffnung den Namen Jüterbog, zeitweise wurden später Stadt und Bahnhof auch Jüterbogk geschrieben. Seit Anfang des 20. Jahrhunderts ist ausschließlich die heutige Schreibung gebräuchlich.

## Geschichte

### Die ersten Jahre

Jüterbog auf einem Messtischblatt im Jahr 1902. Der Staatsbahnhof liegt etwa in Bildmitte, nordöstlich davon Militär- und Kleinbahnhof

Bereits Mitte der 1830er Jahre gab es Bestrebungen für den Bau einer Eisenbahnverbindung von Berlin nach Leipzig und Dresden. Eine Reihe von Varianten für die Streckenführung war dabei in Diskussion. Am Ende entstand eine Strecke von Berlin über Jüterbog, Wittenberg und Dessau nach Köthen, wo Anschluss nach Magdeburg und Leipzig bestand. Im April 1839 schlossen die Regierungen von Preußen und dem Herzogtum Anhalt einen entsprechenden Staatsvertrag, im gleichen Monat beschloss die Berlin-Anhaltische Eisenbahn-Gesellschaft (damals zunächst noch Berlin-Sächsische Eisenbahn-Gesellschaft genannt) ihr Gesellschaftsstatut. Am 15. April 1839 war Baubeginn der Strecke. Nach gut zwei Jahren Bauzeit ging am 1. Juli 1841 der Abschnitt Berlin–Jüterbog und damit auch der Bahnhof Jüterbog in Betrieb. Die Berlin-Anhaltische Eisenbahn-Gesellschaft (BAE) gab die Inbetriebnahme öffentlich erst in am Eröffnungstag erschienenen Zeitungen bekannt. Zunächst verkehrten drei Zugpaare am Tag, die zwischen Berlin und Jüterbog in Trebbin und Luckenwalde hielten. Die Lücke zwischen Jüterbog und Wittenberg wurde am 10. September 1841 geschlossen, womit die Gesamtstrecke fertiggestellt war. Für den Bau des Bahnhofs Jüterbog waren 16.000 Reichstaler veranschlagt worden, tatsächlich kostete er 21.235 Taler. Mit Aufnahme des durchgehenden Verkehrs fuhren zwei durchgehende Zugpaare am Tag zwischen Berlin und Köthen über Jüterbog.

Personenbahnhof in den ersten Jahren des 20. Jahrhunderts

Zeitgleich gab es Überlegungen für den Bau einer Verbindung von Berlin nach Dresden. Auch hier wurden verschiedene Streckenführungen diskutiert, bis sich eine Verbindung von Jüterbog nach Röderau, wo Anschluss an die Bahnstrecke Leipzig–Dresden bestand, als die günstigste Variante erwies. Die BAE begann den Bau der Zweigstrecke im Mai 1847, bereits am 1. Juli 1848 war das Teilstück zwischen Jüterbog und Herzberg fertiggestellt. Am 1. Oktober des gleichen Jahres folgte die Verlängerung bis Röderau mit den Anschlusskurven in Richtung Leipzig und Dresden.
In den 1870er Jahren gab es weitere Überlegungen für einen Ausbau des Streckennetzes. Dazu zählte eine Strecke vom Bahnhof Glöwen an der Berlin-Hamburger Bahn über Brandenburg nach Jüterbog, die aber nicht verwirklicht wurde.

### Jüterbog als Eisenbahnknotenpunkt

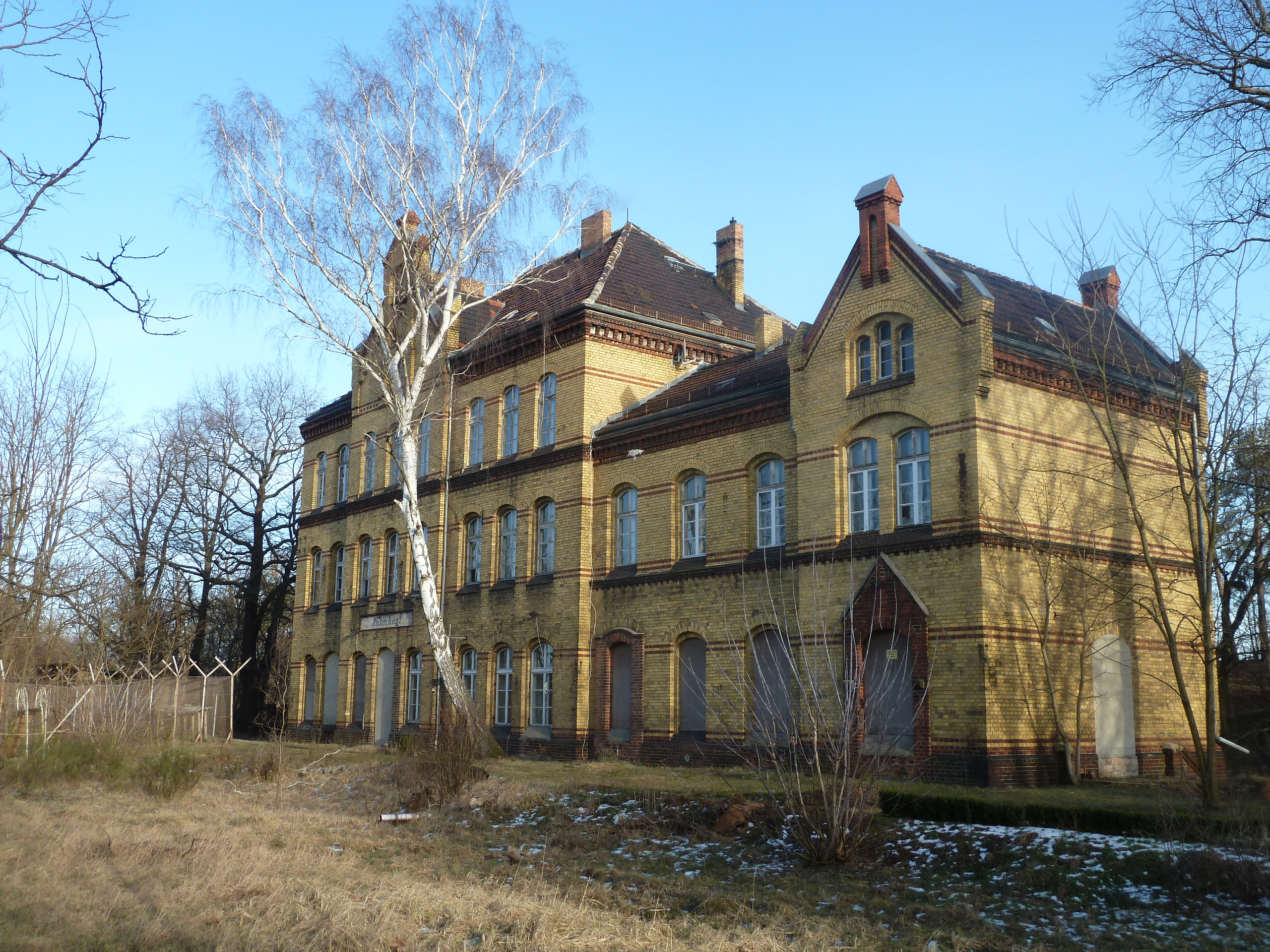
Militärbahnhof, Bahnsteigseite

Im Jahr 1894 ging die Strecke von Jüterbog nach Treuenbrietzen in Betrieb, die zwischen 1904 und 1908 als Teil einer geplanten Umgehungsbahn um Berlin über Potsdam bis Nauen verlängert wurde. Die Jüterboger Straßenbahn AG eröffnete 1896 eine Pferdebahnstrecke vom Bahnhof in die Innenstadt, die bis 1928 in Betrieb war.
Nicht zuletzt durch die gute Eisenbahnanbindung wuchs die Bedeutung von Jüterbog als Militärstandort und 1890 begann der Umzug der Kaiserlichen Artillerie-Schießschule von Berlin nach Jüterbog. Sie siedelte sich auf dem an den nordwestlich an den Bahnhof angrenzenden Areal an, wo umfangreiche Kasernenbauten entstanden. Im Jahr 1897 verlängerte die Königlich Preußische Militär-Eisenbahn ihre bisher beim Schießplatz Cummersdorf endende Strecke weiter nach Jüterbog. Diese Bahn überquerte nordöstlich des Bahnhofs Jüterbog die Hauptstrecke und erhielt einen eigenen Bahnhof auf der stadtabgewandten Seite der Gleisanlagen bei den Kasernenanlagen.
Auf der anderen Seite der Hauptgleise, etwa gegenüber dem Militärbahnhof, errichteten die Jüterbog-Luckenwalder Kreiskleinbahnen den Endbahnhof der Schmalspurstrecke aus Dahme/Mark, der im Jahr 1900 eröffnet wurde.

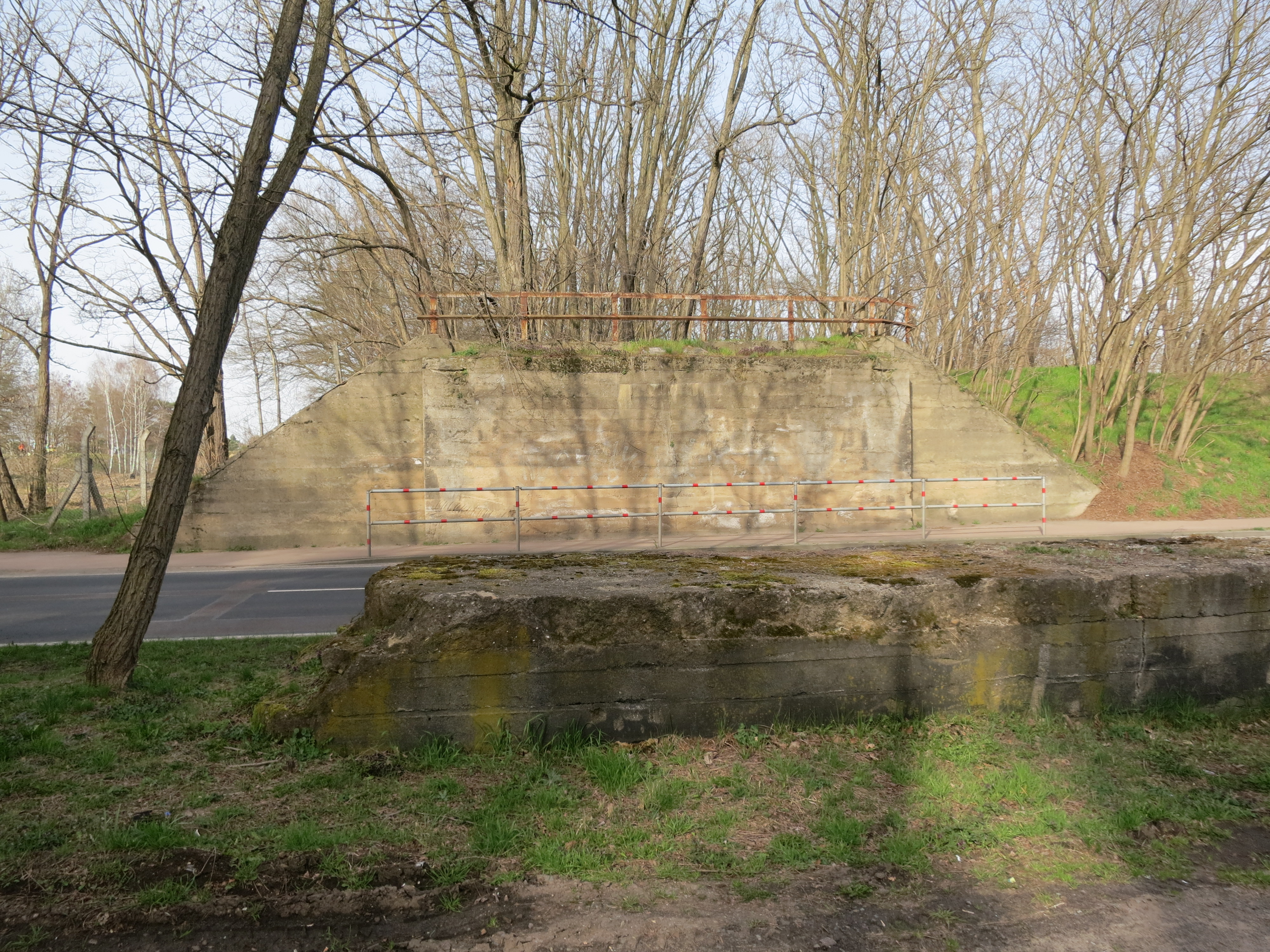
Widerlager an einer geplanten Überführung der neuen Ferngleise am Neuheimer Weg nördlich des Bahnhofs

Anfang des 20. Jahrhunderts wuchs das Verkehrsaufkommen auf der Anhalter Bahn deutlich an. Aus diesem Grunde begannen nach 1910 umfangreiche Arbeiten zum Ausbau der Anhalter Bahn. Der Streckenabschnitt von Berlin nach Jüterbog sollte viergleisig ausgebaut werden. Die 1915 schon weit fortgeschrittenen Arbeiten kamen aber aufgrund des Ersten Weltkriegs zum Erliegen. Eine Vielzahl von Relikten der seinerzeit begonnenen Erweiterungsbauten sind nach wie vor erkennbar. Dazu zählen im Bereich um den Bahnhof Jüterbog ein Damm nordwestlich der bestehenden Gleise, der die neuen Ferngleise aufnehmen sollte. Gleichfalls entstanden ausgedehnte Bauwerke südlich des Bahnhofs zur kreuzungsfreien Ausfädelung der Strecken nach Röderau und Wittenberg. Fertiggestellt wurden Erweiterungen der Gleisanlagen im nordöstlichen Bahnhofsbereich. Nach dem Ersten Weltkrieg lebten die Ausbaupläne wieder auf, die Arbeiten wurden jedoch 1922 endgültig eingestellt, nicht zuletzt, weil mit der Bahnstrecke Wiesenburg–Roßlau eine weitere Verbindung zwischen Berlin und dem mitteldeutschen Raum im Bau war, die die Anhalter Bahn entlasten sollte.
Im Zuge des Versailler Vertrags musste die Militäreisenbahn von Berlin nach Jüterbog aufgegeben werden. Für die zivile Nutzung blieb der Abschnitt von Zossen nach Jüterbog in Betrieb, die Züge bedienten jedoch seitdem den Bahnhof der Hauptbahnstrecke. Die Überführung über die Gleise der Anhalter Bahn wurde demontiert.

### Entwicklung nach 1945

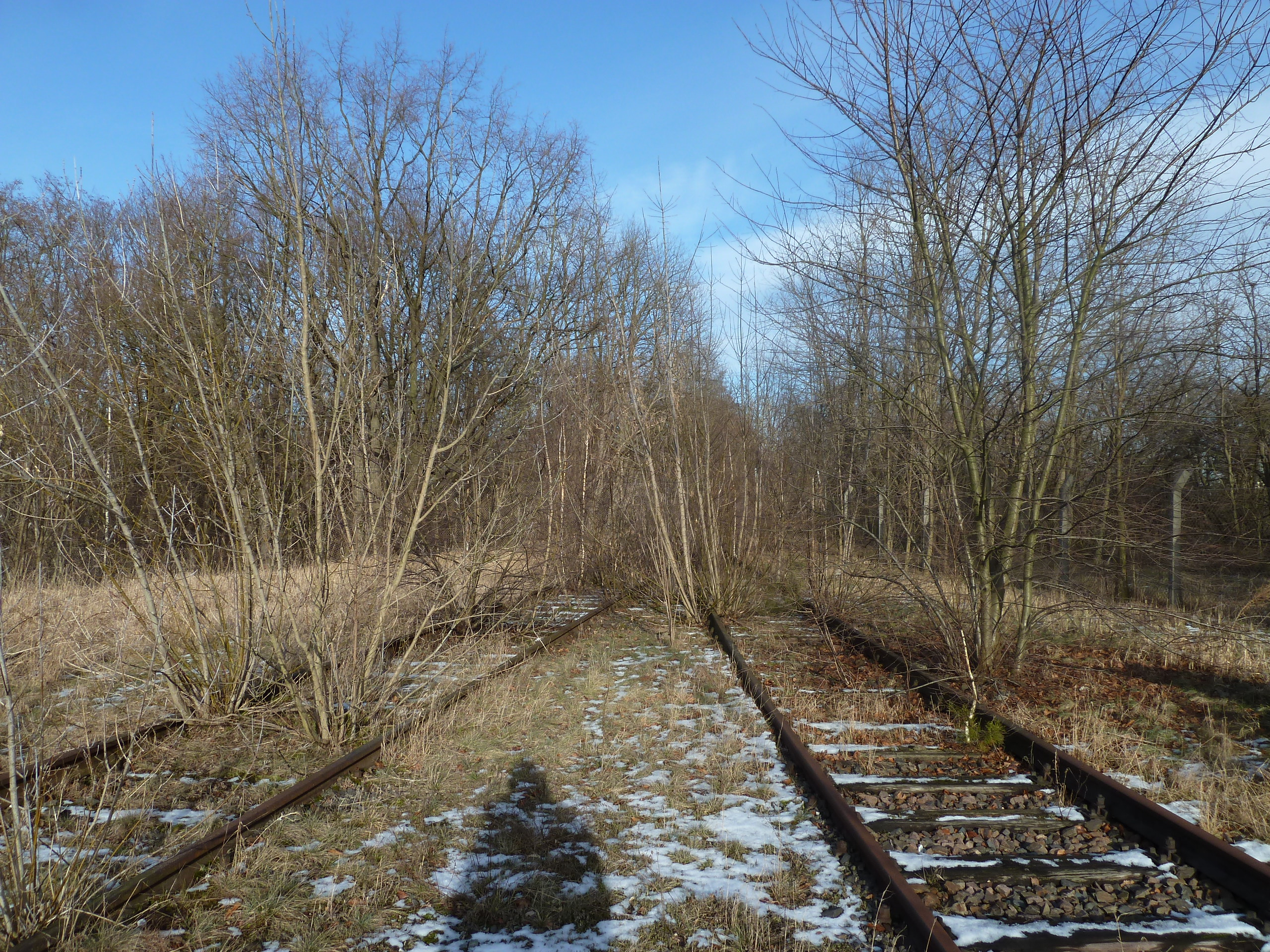
Gleisreste im Militärbahnhof

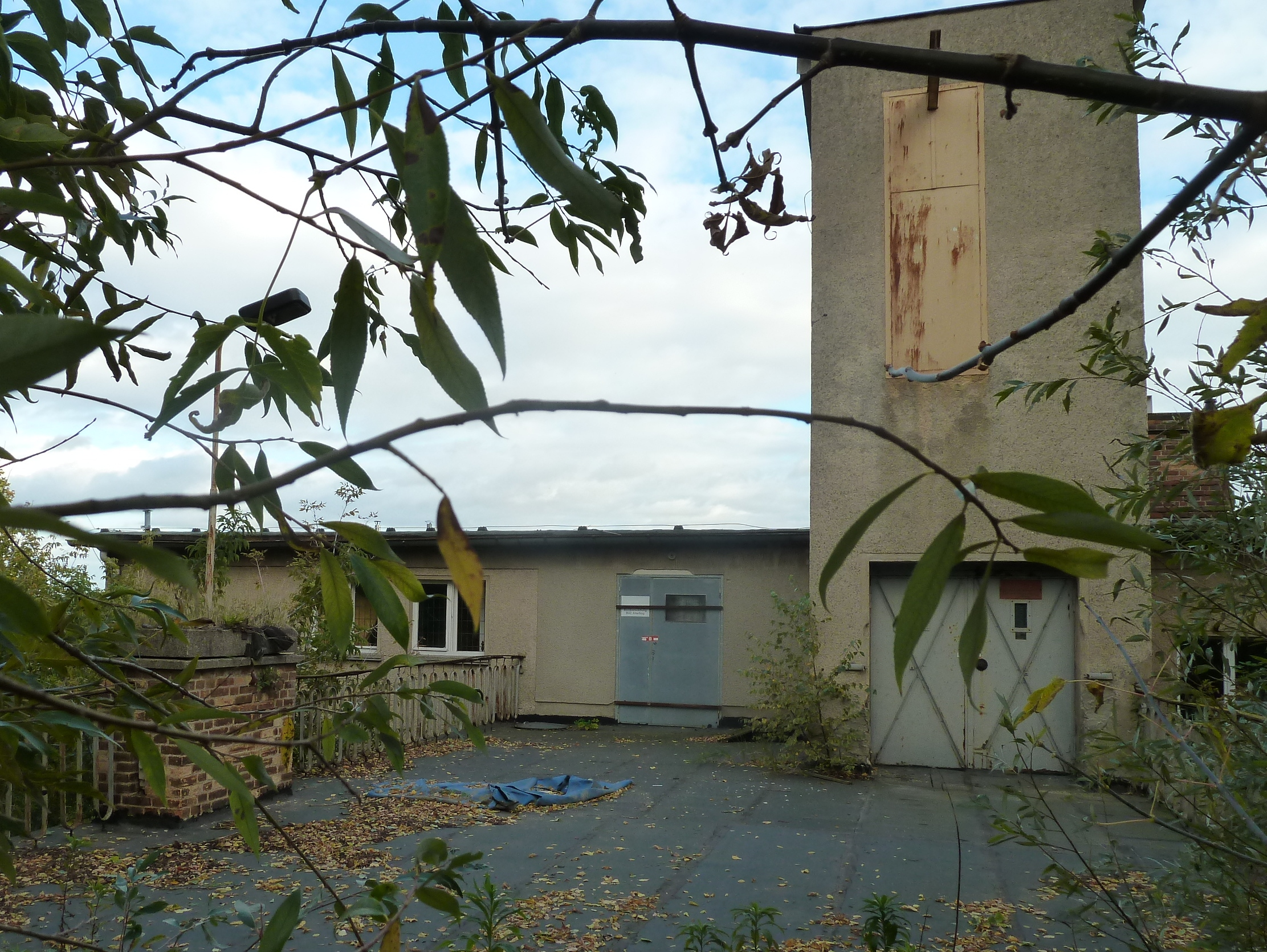
Empfangsgebäude für die sowjetische Armee im Süden des Bahnhofs.

Als Folge der deutschen und Berliner Teilung änderten sich die Verkehrsströme. Die Strecke von Berlin über Jüterbog nach Bitterfeld und weiter nach Halle und Leipzig blieb aber eine der wichtigsten Strecken der DDR. Berlin war nicht mehr direkt über die Anhalter Bahn, sondern ab Ludwigsfelde über den Berliner Außenring zu erreichen.
Nach 1945 wurde der 1932 im Personen- und 1939 im Güterverkehr eingestellte Betrieb auf der Kleinbahnstrecke wieder aufgenommen. Ein Gleis wurde vom Kleinbahnhof bis zum Bahnhof der Hauptbahn verlängert. Der Kleinbahnbetrieb endete 1963 endgültig.
Viele militärische Anlagen in und um Jüterbog wurden nach 1945 von der sowjetischen Armee genutzt, womit der Bahnhof auch für die Sowjetarmee wichtig war. Neben den Materialtransporten gab es auch militärische Personenzüge. Für die Abfertigung der Reisenden wurde ein eigenes Empfangsgebäudes im Südwesten des Bahnhofs gebaut.
Im Jahr 1974 erhielt der Bahnhof ein neues Gleisbildstellwerk vom Typ GS III Sp68, das erste seiner Art. Es ging am 19. September 1974 in Betrieb und ersetzte drei mechanische Stellwerke. Untergebracht war es in einem markanten Bauwerk auf der Nordwestseite der Gleisanlagen. Am 27. Mai 1979 wurde der Bahnhof an die elektrische Fahrleitung angeschlossen. Zunächst ging die Strecke in Richtung Südwesten in Betrieb, am 1. Juni 1980 folgte die Strecke in Richtung Luckenwalde. In den folgenden Jahren wurde etappenweise der elektrische Betrieb bis zum Berliner Außenring und später weiter nach Norden aufgenommen. Im September 1989 wurde auch der Abschnitt von Jüterbog nach Falkenberg elektrifiziert.

### Der Bahnhof Jüterbog im wiedervereinigten Deutschland
Nach der Wende in der DDR und der deutschen Wiedervereinigung begann der Abzug der sowjetischen Truppen, der 1994 abgeschlossen war. Jüterbog ist seither kein Militärstandort mehr. Entsprechend sank die Bedeutung des Bahnhofs, zumal auch der Güterverkehr stark zurückging. Die Gleisanlagen des Bahnhofs wurden im erheblichen Umfang zurückgebaut. Die Gleise wurden 1999 an ein Elektronisches Stellwerk angeschlossen, weswegen das Gleisbildstellwerk überflüssig, und das Gebäude wurde im Jahr 2010 abgerissen.
Im Jahr 1996 wurde der Personenverkehr zwischen Jüterbog und Sperenberg (zwei Jahre später auch auf der Gesamtstrecke bis Zossen) und der Güterverkehr zwischen Jüterbog und Zossen eingestellt. Die Strecke wurde im gleichen Jahr stillgelegt.

## Anlagen

### Empfangsgebäude

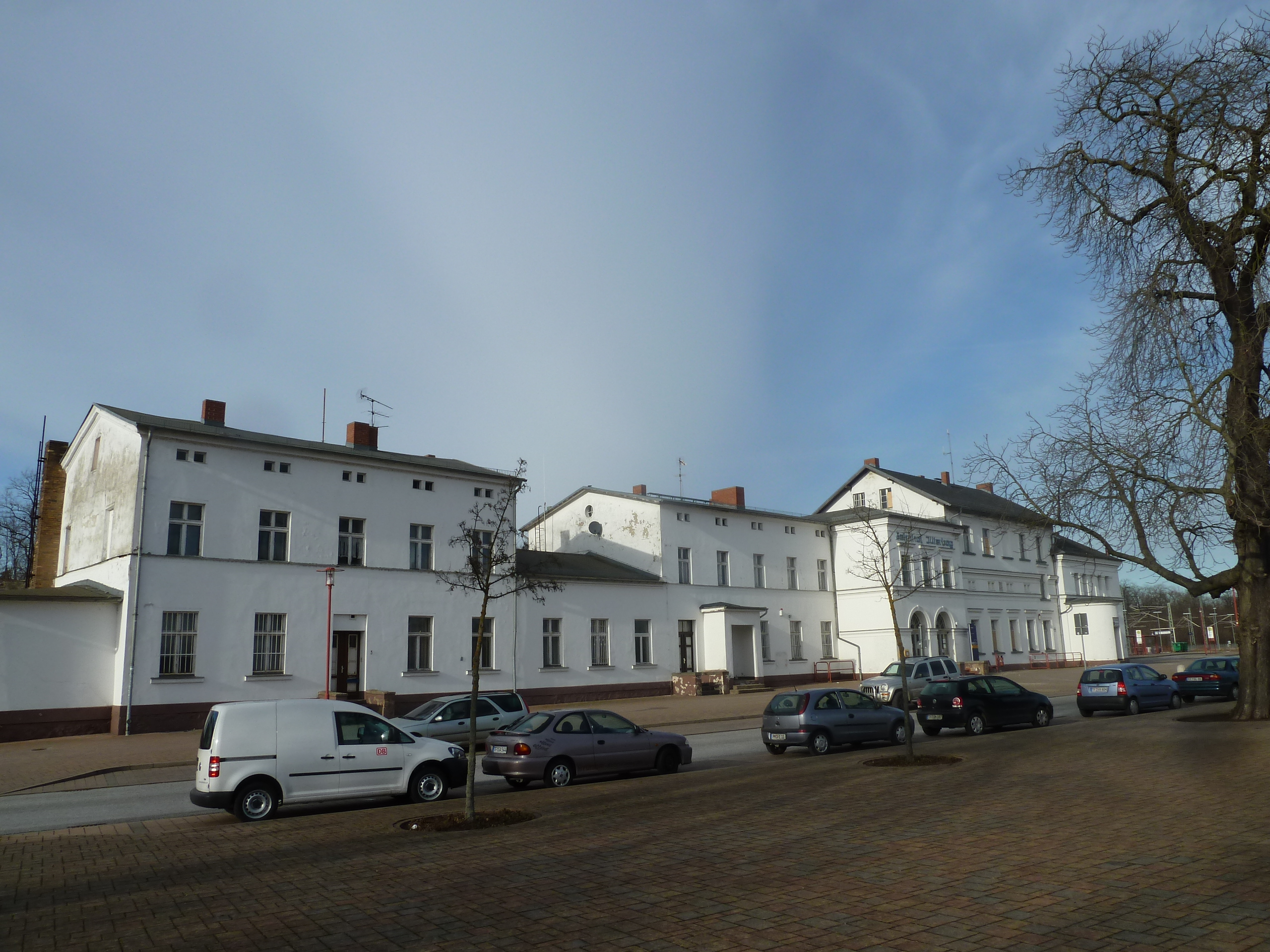
Links: der älteste Teil des Bahnhofsgebäudes von 1841, rechts; Anbauten von 1896

Das denkmalgeschützte Empfangsgebäude ist ein langgestrecktes Bauwerk, das aus einem zentralen dreiteiligen Ursprungsbau von 1841 mit Erweiterungen zu beiden Seiten besteht. Der älteste, spätklassizistische Mittelteil des Gebäudes ist einer der ältesten erhaltenen Bahnhofsbauten im Land Brandenburg. Er ist eine symmetrische Anlage aus einem dreiachsigen einstöckigen Mittelteil und zwei zweistöckigen Seitenteilen mit je fünf Achsen. Alle drei Teile besitzen flachgeneigte Satteldächer, die Seitenteile Risalitartige Vorsprünge auf der Bahnsteigseite.
Die nordöstlich anschließende Erweiterungsbau von 1896 ist ebenfalls dreiteilig mit zwei zweigeschossigen Seitensegmenten aus drei bzw. fünf Achsen und einem ursprünglich einstöckigen fünfachsigen Mittelteil. Beide Seitenteile treten zum Bahnhofsvorplatz vor. Das Segment neben dem alten Bahnhofsgebäude wurde für die Empfangshalle genutzt, im Mittelsegment befand sich der Wartesaal 1. und 2. Klasse (später als Gaststätte genutzt), im nordöstlichen Segment der Wartesaal 3. und 4. Klasse. Der mittlere Teil des Erweiterungsbaus wurde 1906 für eine Wohnung des Bahnhofswirts aufgestockt. Die Empfangshalle besitzt zwei rundbogige Ein- und Ausgangstüren.
Südwestlich schließt sich an den ursprünglichen Teil des Bahnhofsgebäudes eine 1874 erbaute eingeschossige Postpackkammer an, die 1913 einen Anbau erhielt.
In der Denkmaltopographie wird das Gebäude als eins der ältesten erhaltenen Bahnhofsgebäude im Land und eins der wenigen klassizistischen Bauten der Stadt gewürdigt. Es zeige die Bedeutung des Bahnanschlusses für die Stadtentwicklung.
Das Bahnhofsgebäude wurde im Jahr 2015 an eine Privatperson verkauft. Es steht weitgehend leer, eine Fahrkartenagentur nutzte zeitweise einzelne Räume des Gebäudes. Im Jahr 2023 ging der Warteraum im Bahnhofsgebäude wieder in Betrieb, darin gibt es Imbiss- und Snackautomaten.
Eine 2025 erschienen Masterarbeit von Architekturstudierenden der TU Berlin schlägt neue Nutzungsmöglichkeiten für leerstehende Bahnhöfe in Brandenburg vor. Im Bahnhofsgebäude von Jüterbog könnte danach ein Bildungs- und Kulturzentrum mit Co-Working-Räumen entstehen.

### Militärbahnhof
Koordinaten: 52° 0′ 7,77″ N, 13° 3′ 31,31″ O

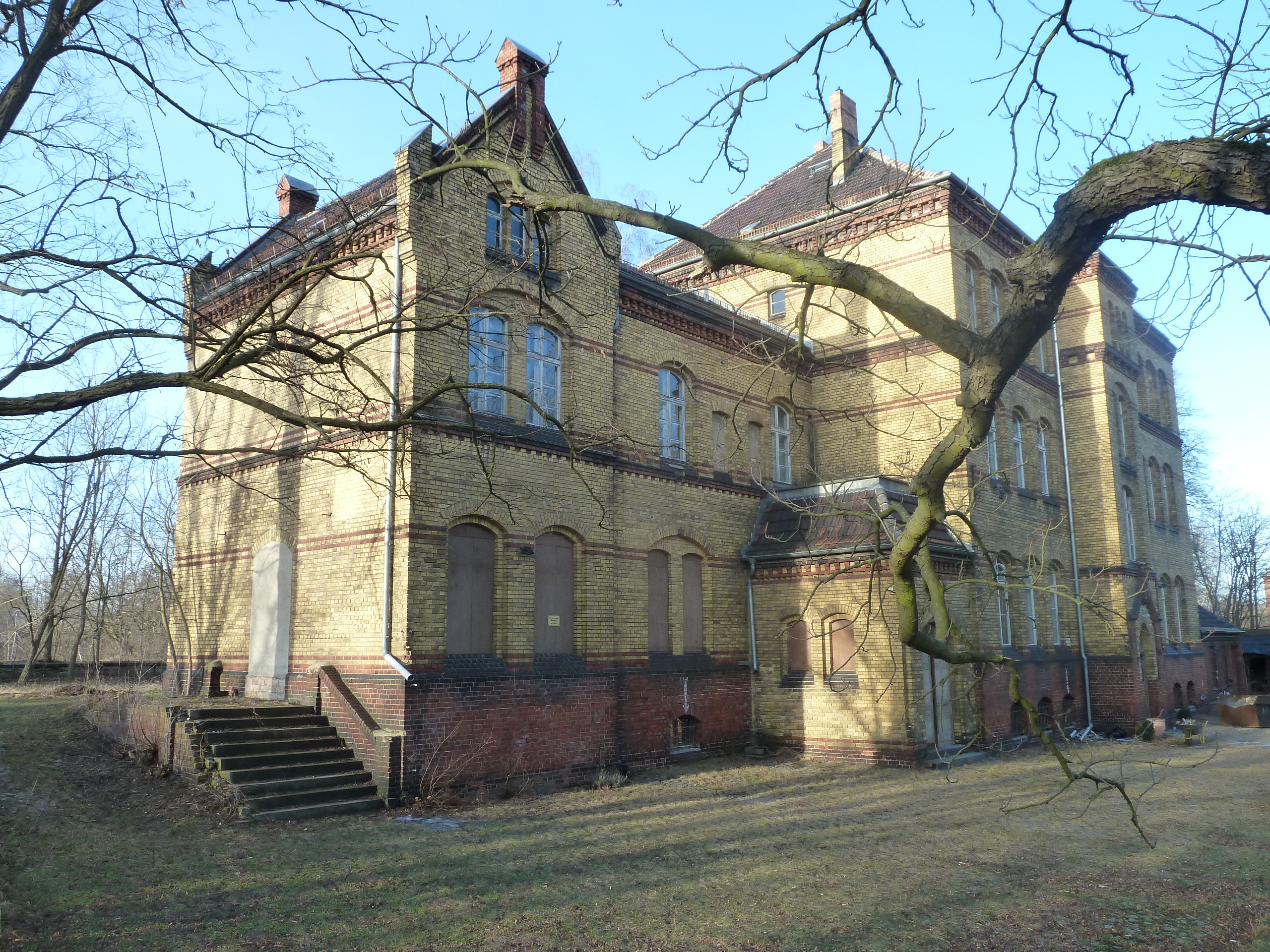
Militärbahnhof, Empfangsgebäude, Straßenseite.

Der Militärbahnhof liegt nordöstlich des Bahnhofs der Hauptbahn auf der stadtabgewandten Seite der Gleisanlagen. Sein Empfangsgebäude ist ein dreigeschossiger gelber Ziegelbau mit zweigeschossigem Anbau mit einem Schaugiebel auf der Gleisseite und einem Treppenhausrisalit zum Vorplatz hin.
Denkmalgeschützt sind ebenfalls ein Toilettenhäuschen, ein einstöckiger Fachwerkbau, sowie ein zweigeschossiges Wohnhaus aus roten und eine Lagerhalle und der Güterschuppen aus gelben Ziegeln. Die Gestaltung des Güterschuppens greift Gliederungselemente des Bahnhofsgebäudes mit Sockeln und Bändern aus roten Ziegeln auf.
Das Bahnhofsgebäude wird privat genutzt.

### Bahnsteige und Gleise

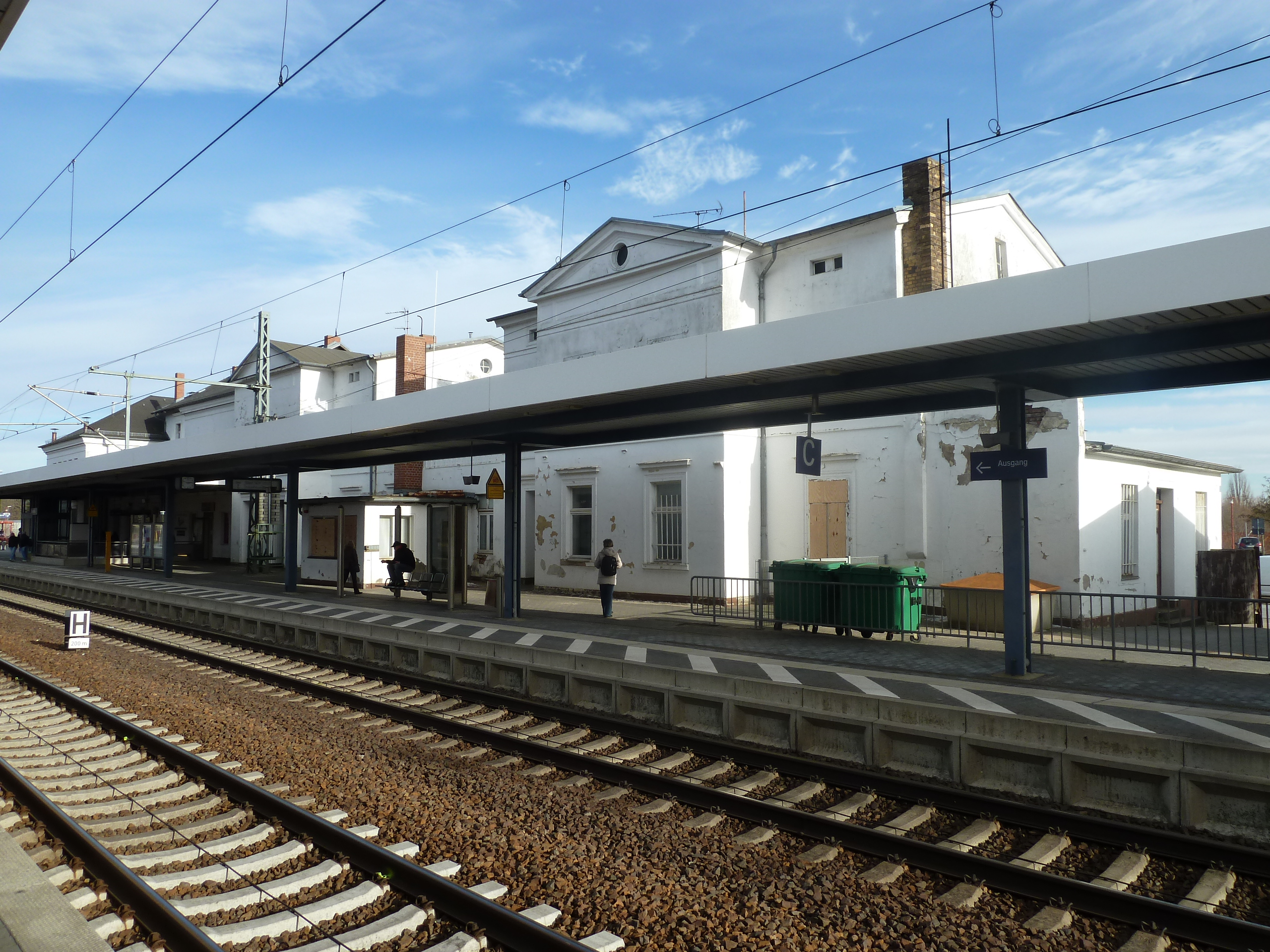
Blick auf den Hausbahnsteig

Bis in die 1990er Jahre verfügte der Bahnhof über folgende Bahnsteige:
- einen Hausbahnsteig am Bahnhofsgebäude
- zwei Mittelbahnsteige nordwestlich des Hausbahnsteigs mit jeweils zwei Bahnsteigkanten
- einen Bahnsteig östlich des Hausbahnsteigs keilförmig zu diesem angeordnet an einem auf dem Bahnhofsvorplatz endenden Gleis, vor allem für Züge in Richtung Zossen genutzt.
- einen Bahnsteig in südwestlicher Verlängerung des Hausbahnsteigs. Dieser wurde auch für öffentliche Reisezüge genutzt, diente aber auch Personenzügen der sowjetischen Armee. An ihm entstand in den 1950er Jahren ein separates Empfangsgebäude für die sowjetische Armee. Es liegt an der Straße deutlich unterhalb des Geländeniveaus der Bahn und erhielt so einen Ausgang zum Bahnsteig im Obergeschoss.

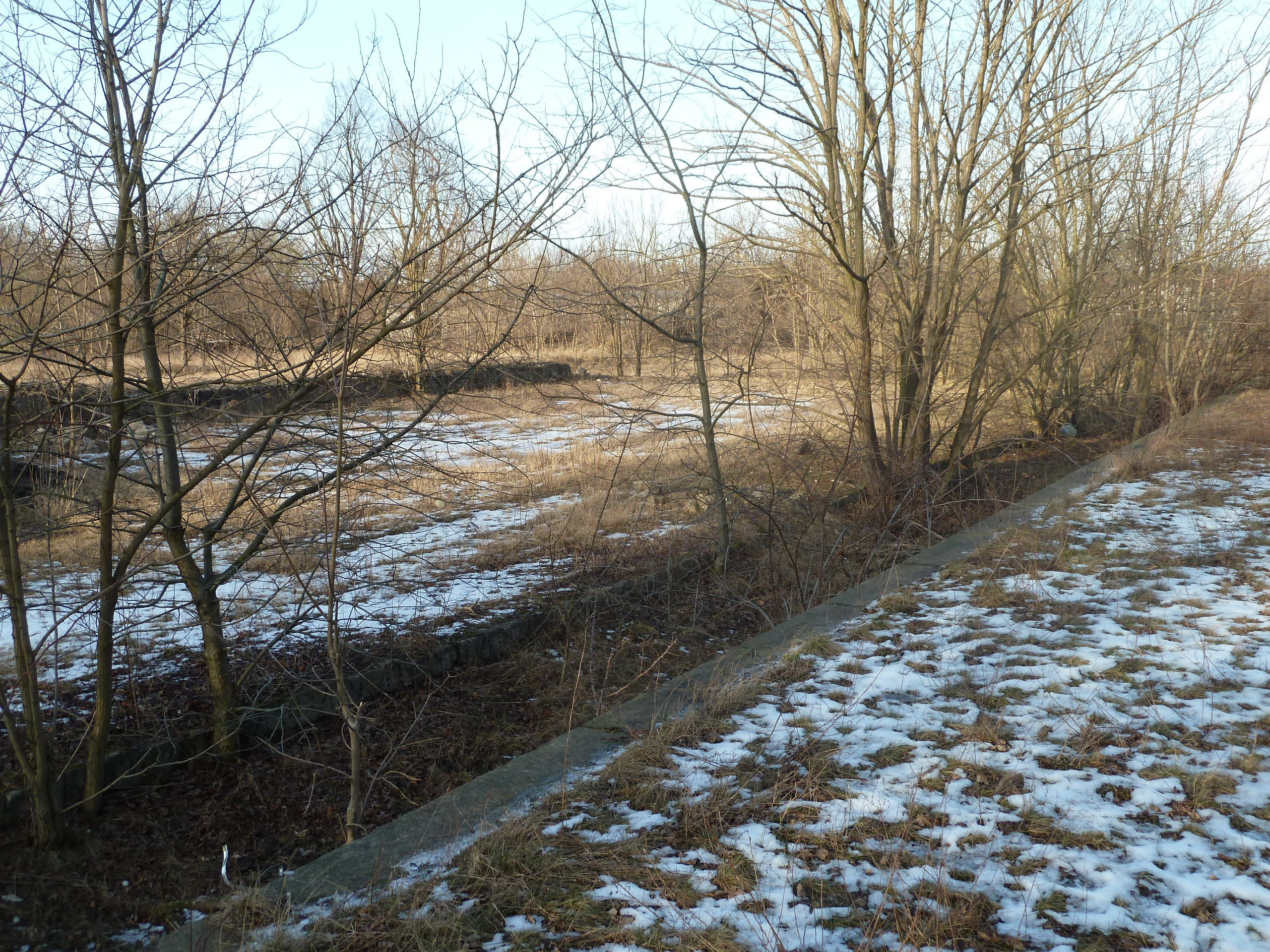
Der Militärbahnhof blieb als Verladestelle für die sowjetische Armee in Betrieb.

Nordöstlich der Bahnsteige in Richtung Berlin liegen die einst umfangreichen Anlagen für den Güterverkehr und für betriebliche Aufgaben. Neben der dortigen Ladestraße besaß der Bahnhof weitere separate Verladestellen:
- Verladestelle I am Nordostrand des Bahnhofs (Neuheimer Weg)
- Verladestelle II im früheren Militärbahnhof
- Verladestelle III am Bahnhofsvorplatz

Mittlerweile ist ein Großteil der Anlagen zurückgebaut. In Betrieb sind noch der Hausbahnsteig, vorwiegend von den Zügen in Richtung Berlin genutzt, und ein Inselbahnsteig, vor allem für die Züge in Richtung Wittenberg und Falkenberg sowie Berlin-Wannsee über Treuenbrietzen. Nordöstlich davon gibt es noch einige betrieblich genutzte Gleise.
Die Bahnsteige sind über einen Fußgängertunnel verbunden, der auch die nordwestlich des Bahnhofs gelegenen Gebiete des Ortsteils Jüterbog II erschließt. Eine Fußgängerbrücke führt etwa 500 Meter nordöstlich der Bahnsteige in Höhe des Militärbahnhofs über die Gleisanlagen.
In südlicher Verlängerung des Hausbahnsteigs wurde 2024 wieder ein Bahnsteig in Betrieb genommen. Er entstand an Stelle des alten Außenbahnsteigs 8 von 1927. Der alte Bahnsteig wurde komplett ersetzt, auf 225 m gekürzt (27 m weniger als vorher) und barrierefrei ausgebaut.[veraltet]

### Bahnbetriebswerk

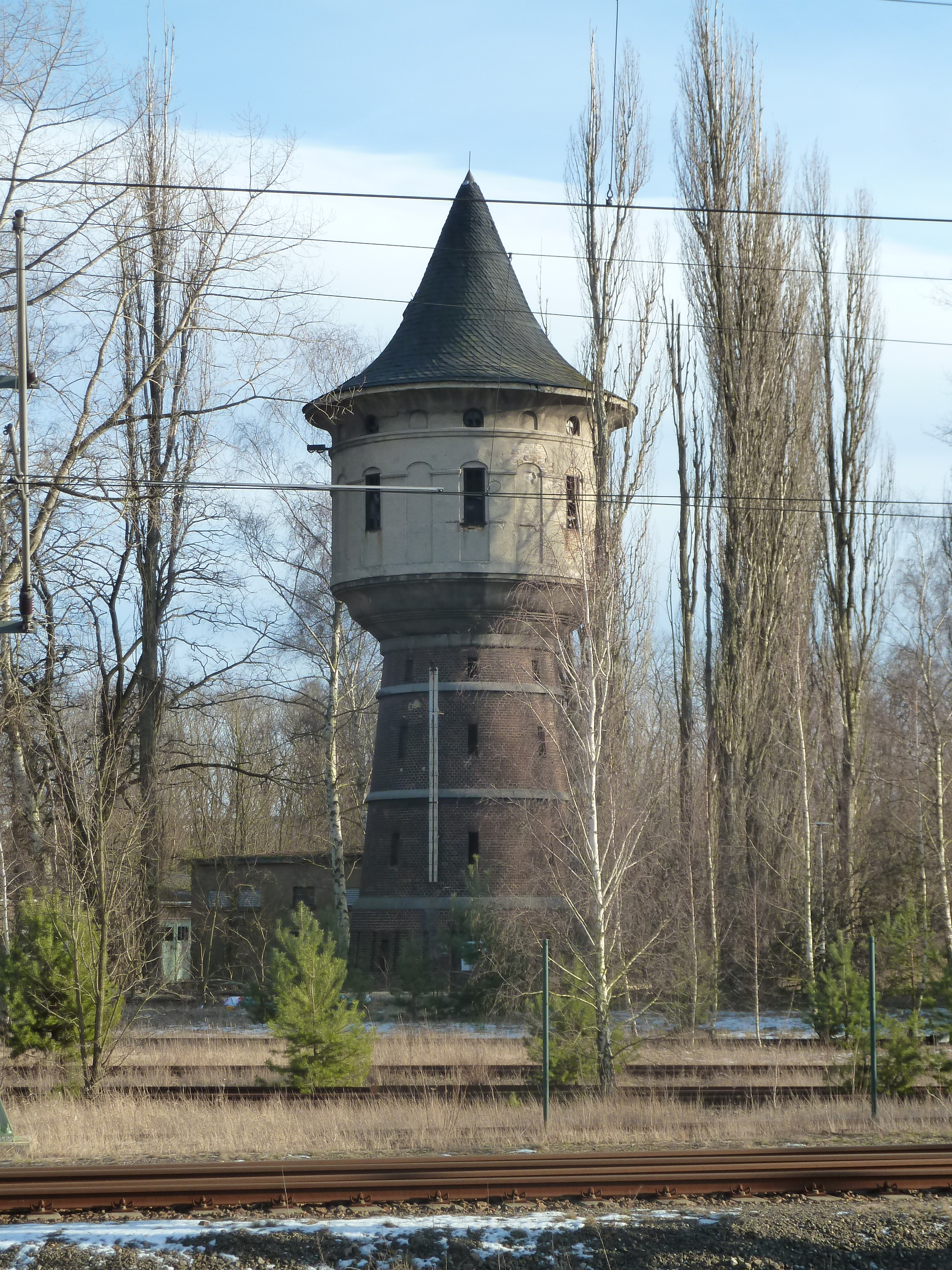
Wasserturm des Bahnbetriebswerks

Koordinaten: 52° 0′ 21,85″ N, 13° 4′ 3,5″ O
Das Bahnbetriebswerk in der Verzweigung der Strecken nach Berlin und Zossen entstand Anfang des 20. Jahrhunderts im Zuge der Entwicklung Jüterbogs zum Eisenbahnknotenpunkt. Zuvor war Jüterbog nur ein Lokbahnhof gewesen. Kurzzeitig wurde Jüterbog um 1909 als eigenständige Dienststelle geführt, jedoch erst 1924 erhielt es den Status eines eigenständigen Bahnbetriebswerks. Nach 1990 verlor das Betriebswerk an Bedeutung, wurde 1994 in eine Einsatzstelle des Bahnbetriebswerks Seddin umgewandelt und ist seit 1998 ganz ungenutzt.
Im westlichen Teil des Betriebswerksgeländes liegt der denkmalgeschützte Wasserturm, entstanden zwischen 1915 und 1917. Es ist ein Bau aus roten Ziegeln, der sich nach oben verjüngt, mit einem Behälterraum aus ausgemauertem Eisenfachwerk. Die technische Ausstattung blieb auch nach Ende seiner Nutzung als Wasserturm erhalten. Die Denkmaltopographie würdigt ihn als eines der wenigen erhaltenen technischen Denkmale in Jüterbog.
Die Denkmaltopographie erwähnt auch den zehnständigen Ringlokschuppen aus dem Jahr 1914 und ein Verwaltungsgebäude aus den 1950er Jahren. Diese Gebäude standen jedoch nicht auf der Denkmalliste des Landes. Bei einer nicht genehmigten Abbruchaktion wurden die zuvor lange leerstehenden Gebäude des Betriebswerks mit Ausnahme des Wasserturms im Jahr 2016 abgerissen.

## Personenverkehr

### Eisenbahn

#### Geschichte

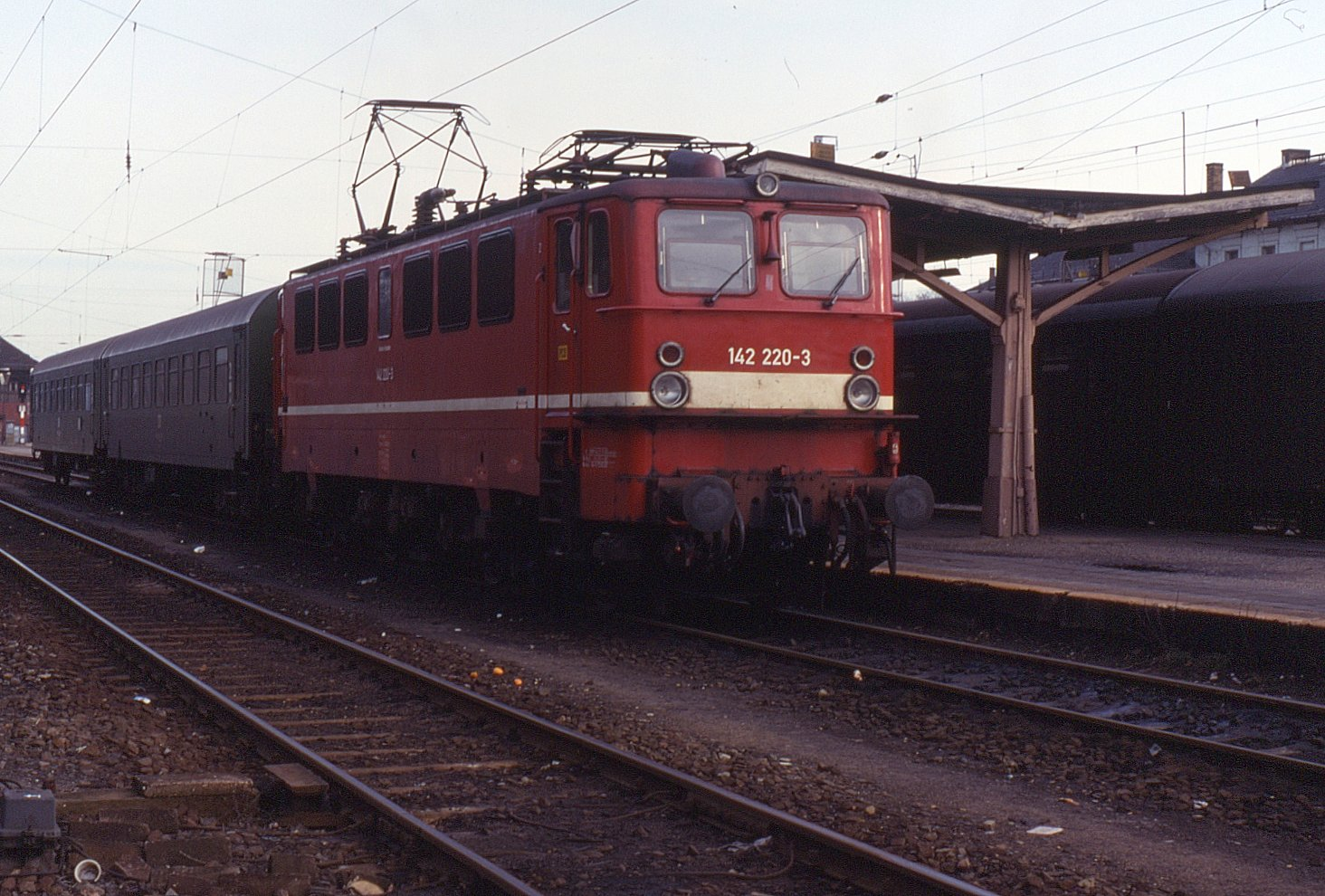
Personenzug nach Falkenberg (Elster) im Bahnhof Jüterbog, 1993

Bis Ende der 1990er Jahre war der Bahnhof Jüterbog Halt von Fernzügen, jedoch hielt etliche Jahrzehnte, von Ende des 19. Jahrhunderts bis Anfang der 1990er Jahre, dort nur ein Teil der vielen auf der Strecke verkehrenden Schnellzüge. Hinzu kamen Personenzüge, auch auf den Nebenbahnen. Eine Besonderheit war dabei zu DDR-Zeiten ein auf DDR-Gebiet für den öffentlichen Verkehr freigegebener Personenzug von Jüterbog über Zossen und Erkner nach Frankfurt (Oder). Dieser Zug führte nur von Angehörigen der sowjetischen Streitkräfte zu benutzende direkte Wagen in die Sowjetunion mit.
Anfang der 1990er Jahre wurde das Zugangebot vertaktet.
Der Bahnhof wurde 1995 von folgenden Bahnlinien bedient:
| Linie | Linienverlauf                                                                                | Takt (min) |
| ----- | -------------------------------------------------------------------------------------------- | ---------- |
| IR    | (Stralsund Hbf –) Berlin-Lichtenberg – Jüterbog – Halle (Saale) Hbf – Frankfurt (Main) Hbf   | 120        |
| RE 3  | (Stralsund Hbf–) Berlin-Lichtenberg – Jüterbog – Falkenberg (Elster) – Ruhland – Cottbus Hbf | 120        |
| RB 31 | Flughafen Schönefeld – Zossen – Jüterbog                                                     | 120        |
| RB 33 | Potsdam Stadt – Beelitz Stadt – Jüterbog                                                     | 120        |
| RB    | Jüterbog – Lutherstadt Wittenberg Hbf – Halle (Saale)                                        | 120        |

Im Jahr 1996 wurde der Verkehr nach Zossen eingestellt und 1999 die Interregio-Züge auf die Strecke Dessau–Berlin verlegt. Dafür verkehrte eine Intercity-Linie über Lutherstadt Wittenberg nach Berlin, die jedoch nicht in Jüterbog hielt. Für ein Jahr gab es noch ein Interregio-Zugpaar von Berlin mit Halt in Jüterbog nach Oberstdorf, das im Jahr 2000 eingestellt wurde. Seitdem halten keine Fernzüge mehr im Bahnhof Jüterbog. Stattdessen wurde das Regionalzugangebot verdichtet.

#### Aktuelle Bahnanbindung
Seit 1999 fahren die RE-Züge zwischen Berlin und Jüterbog stündlich, wobei die Durchbindungen im Laufe der Jahre mehrfach wechselten. Seit 2006 ist Jüterbog wieder direkt über die Anhalter Bahn mit der Berliner Innenstadt verbunden, der Umweg über Schönefeld entfällt.
Bedient wird der Bahnhof von folgenden Bahnlinien:
| Linie                    | Linienverlauf | Linienverlauf | Takt (min)                                                        | EVU              |
| ------------------------ | --- | --- | ----------------------------------------------------------------- | ---------------- |
| RE 3                     | Lutherstadt Wittenberg Hbf – Jüterbog – Berlin Südkreuz – Berlin Gesundbrunnen – Eberswalde Hbf – Angermünde           | – Schwedt (Oder) | 60 (Jüterbog–Angermünde) 120 (übrige Abschnitte)                  | DB Regio Nordost |
| RE 3                     | Lutherstadt Wittenberg Hbf – Jüterbog – Berlin Südkreuz – Berlin Gesundbrunnen – Eberswalde Hbf – Angermünde           | – Pasewalk – Züssow – Greifswald – Stralsund Hbf                                                                       | 60 (Jüterbog–Angermünde) 120 (übrige Abschnitte)                  | DB Regio Nordost |
| RE 4                     | Falkenberg (Elster) – Jüterbog – Ludwigsfelde – Berlin Südkreuz – Berlin-Spandau – Wustermark – Rathenow – Stendal Hbf | Falkenberg (Elster) – Jüterbog – Ludwigsfelde – Berlin Südkreuz – Berlin-Spandau – Wustermark – Rathenow – Stendal Hbf | 60 Jüterbog–Rathenow 120 (Falkenberg–Jüterbog / Rathenow–Stendal) | DB Regio Nordost |
| RB 33                    | Jüterbog – Treuenbrietzen – Beelitz Stadt – Ferch-Lienewitz – Potsdam Pirschheide – Potsdam Hbf                        | Jüterbog – Treuenbrietzen – Beelitz Stadt – Ferch-Lienewitz – Potsdam Pirschheide – Potsdam Hbf                        | 60                                                                | ODEG             |
| S 2 / S 8                | Jüterbog – Zahna – Lutherstadt Wittenberg Hbf – Gräfenhainichen – Bitterfeld – Leipzig / Halle                         | Jüterbog – Zahna – Lutherstadt Wittenberg Hbf – Gräfenhainichen – Bitterfeld – Leipzig / Halle                         | einzelne Züge                                                     | DB Regio Südost  |
| Stand: 15. Dezember 2024 | | |                                                                   |                  |

### Weitere Verkehrsmittel
Buslinien der Verkehrsgesellschaft Teltow-Fläming verbinden den Bahnhof mit dem Busbahnhof in der Innenstadt sowie mit umliegenden Gemeinden wie Dahme (Mark), Treuenbrietzen und Luckenwalde.
Der Bahnhof Jüterbog ist Ausgangspunkt für Fahrten auf dem Flaeming-Skate, der wenige hundert Meter nördlich des Bahnhofs verläuft, ebenso wie der Radweg Berlin–Leipzig. Die Tour Brandenburg und zwei der brandenburgischen Radrouten „Historische Stadtkerne“ führen auf der Südostseite des Bahnhofs vorbei.